# Dollis Hill (metrostation)
Dollis Hill is een station van de metro van Londen aan de Jubilee Line dat is geopend in 1909.

## Geschiedenis
Het station werd op 1 oktober 1909 door de Metropoltitan Railway ingevoegd in haar lijn naar het noordwesten uit 1880. In tegenstelling tot de negentiende-eeuwse stations, die allemaal een stationsgebouw hadden langs een kruisende weg op een viaduct, kreeg Dollis Hill een voetgangerstunnel tussen de woonwijken. Er is geen stationsgebouw en in het midden van de tunnel kunnen de reizigers door de toegangspoortjes en via een trap naar het perron. Het eilandperron werd voorzien van perkjes voor beplanting en werd gedeeltelijk overkapt met een dak dat vergelijkbaar is met het eilandperron bij Willesden Green. In 1913 begon de ombouw van de lijn naar vier sporen zodat de snel- en stopdiensten gescheiden werden. Vanaf 1915 werd Dollis Hill bediend door de stopdiensten terwijl de sneldiensten naar de verafgelegen stations op de buitenste sporen zonder perrons passeerden. Na de Eerste Wereldoorlog kwam de ontwikkeling van “metroland”, nieuwe woonwijken rond de verafgelegen stations, echt op gang. De stijging van het aantal reizigers betekende dat bij Finchley Road een flessehals ontstond bij de ingang van de dubbelsporige tunnel onder de stad.  

## London Transport
Op 1 juli 1933 werden de metrolijnen in Londen, waaronder de Metropolitan Railway, genationaliseerd in London Transport zodat de metrolijnen in een hand kwamen. London Transport hernoemde de lijnen met de uniforme uitgang Line en besloot om een aftakking aan de Bakerloo Line te maken om de Metropolitan Line te ontlasten. De zijtak van de Bakerloo Line zou bestaan uit de stations van de stopdienst tussen Finchley Road en Wembley Park, twee nieuwe stations ten zuiden van Finchley Road en de in 1932 geopende aftakking naar Stanmore. De overkapping van het perron van Dollis Hill werd vervangen door een overkapping met wachtkamer in de nieuwe stijl van London Transport. De werkzaamheden begonnen in 1936 en op 20 november 1939 begon de dienst van de Bakerloo Line op de Stanmore-tak tussen Baker Street en Stanmore. 

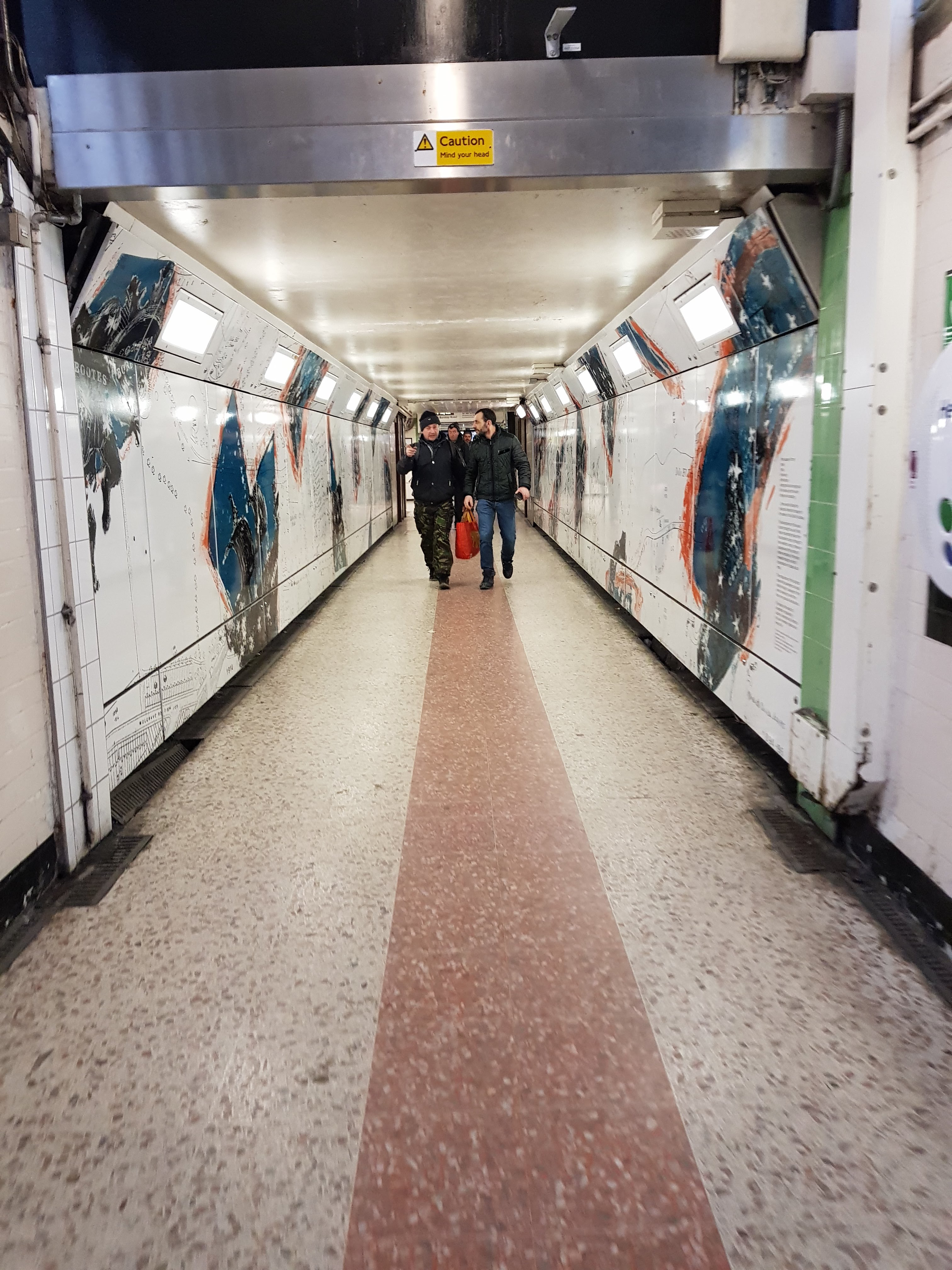
De tunnel onder de sporen
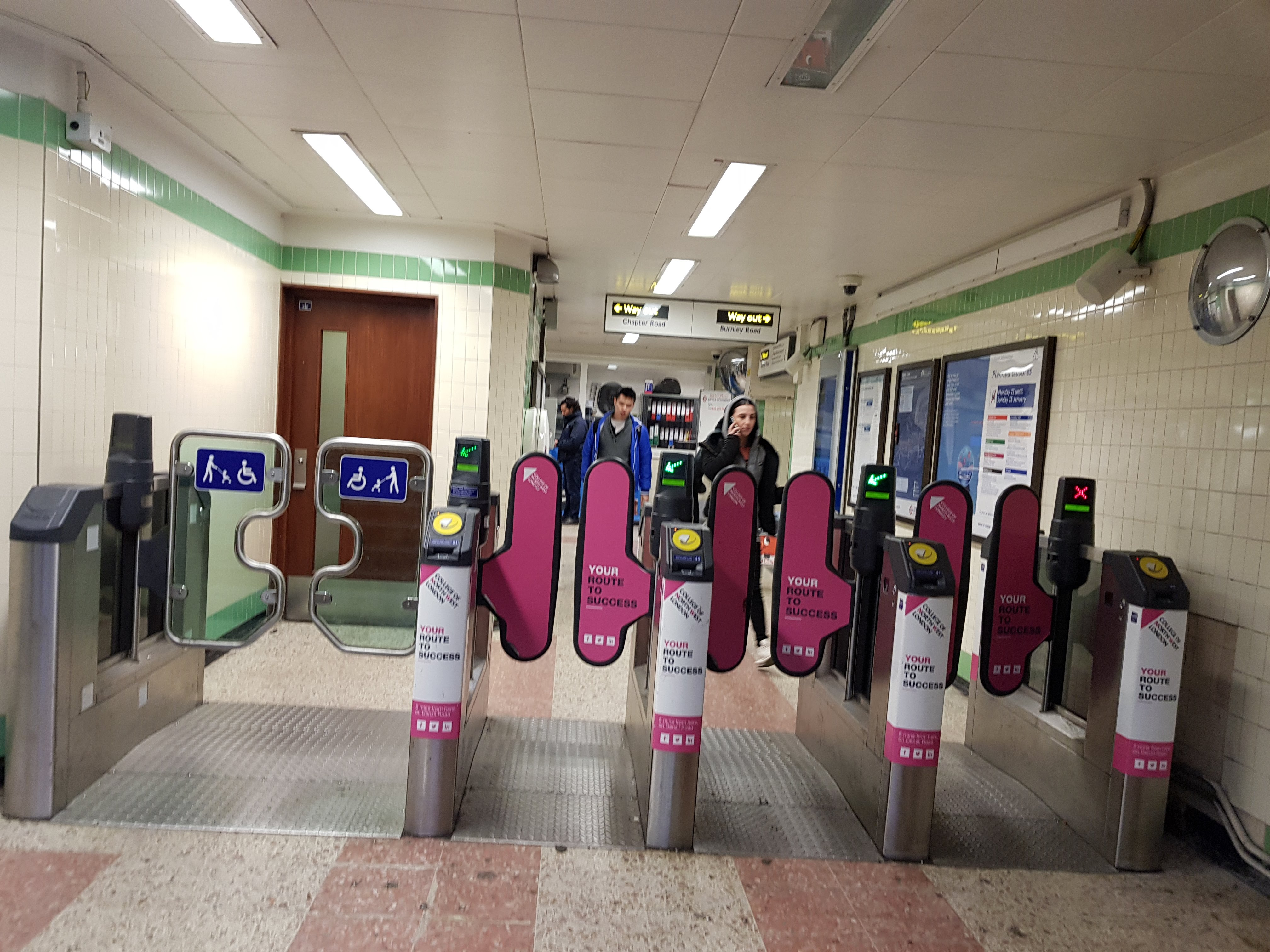
De toegangspoortjes tussen tunnel en perron
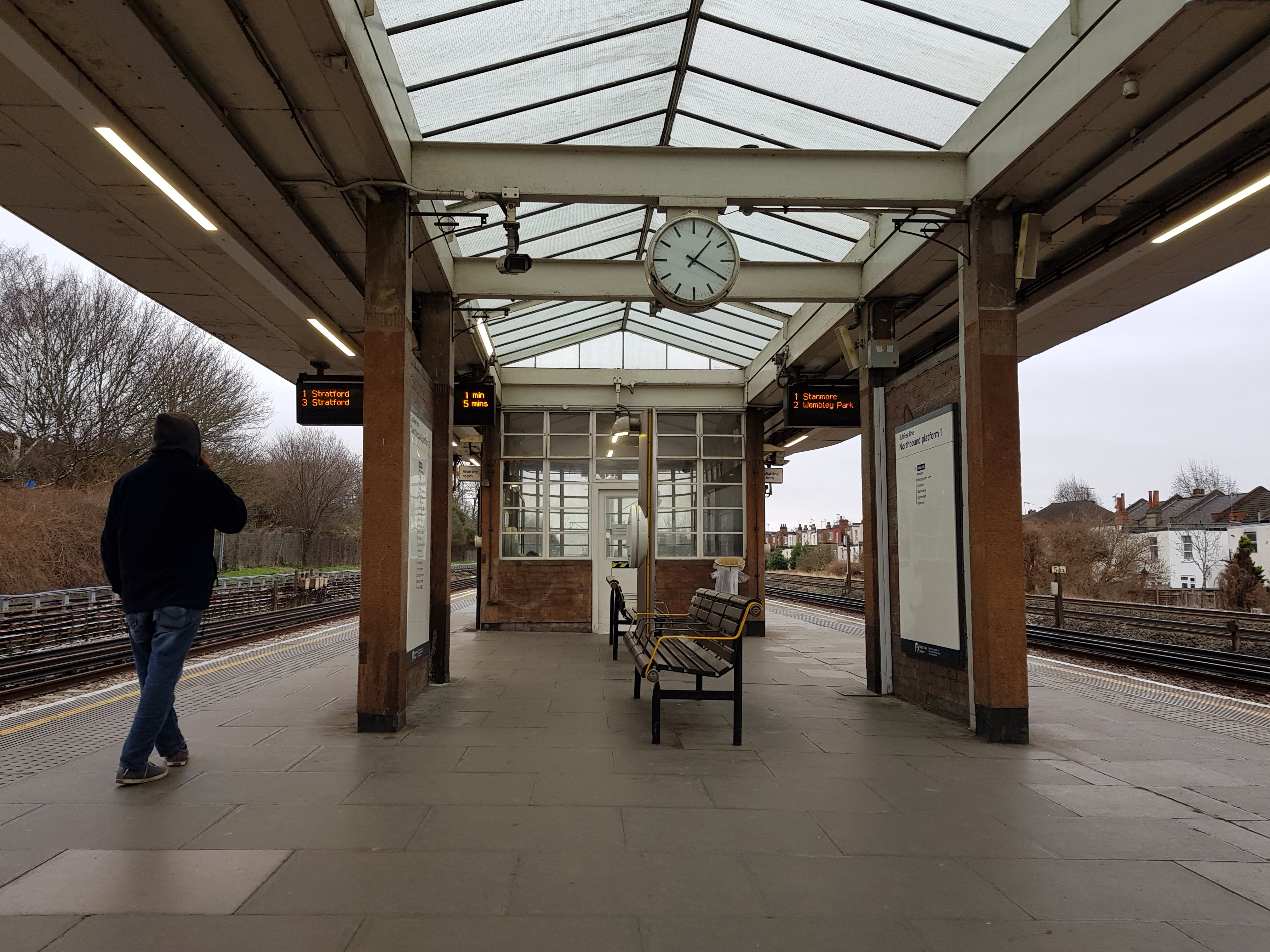
Onder de kap

## Jubilee Line
Tijdens de Tweede Wereldoorlog en in de jaren vijftig en begin jaren zestig van de twintigste eeuw werd al nagedacht over verschillende routes om Noordwest- en Zuidoost-Londen via het centrum te verbinden. De Victoria Line kreeg in 1955 voorrang en pas nadat de bouw van die lijn in 1962 was begonnen, begon de uitwerking van de nieuwe lijn. Het was de bedoeling om de lijn in oost-west richting onder Fleet Street te leggen en de lijn werd dan ook Fleet Line genoemd. Onderdeel van het plan was de koppeling van de Stanmore-tak om de Bakerloo Line te ontlasten. In 1977 werd de naam van de lijn veranderd in Jubilee Line ter gelegenheid van het zilveren jubileum van Elizabeth II. De opening vond echter niet plaats in 1977 en de proefritten begonnen in augustus 1978. Op 30 april 1979 werd de lijn officieel geopend door Prins Charles met een rit van Green Park naar Charing Cross. De volgende dag begon de reizigersdienst op de Jubilee Line tussen Stanmore en Charing Cross, en sindsdien is Dollis Hill onderdeel van de Jubilee Line. De frequentie varieert tussen elke 3 tot 6 minuten, de metrodienst begint om 5:56 uur en eindigt om 0:30 uur.
In 1995 werden vier groepen geëmailleerde panelen, van de hand van door Amanda Duncan, in de voetgangerstunnel aangebracht. Op de panelen staan kaarten van het gebied rond het station uit  verschillende periodes van de 16e tot de 20e eeuw. De landkaarten worden afgewisseld door afbeeldingen van schepen en de sterrenhemel. Het station is in 2007 gerenoveerd waarbij de verlichting en tegels werden vernieuwd en extra beveiligingscamera's werden aangebracht.

## Dollis Hill loop
Dollis Hill werd vaak genoemd in het komische spel Mornington Crescent, dat te horen was in de radiokomedieshow I'm Sorry I Haven't A Clue. Traditioneel begint het spel Dollis Hill met een "Dollis Hill Loop", wat wil zeggen dat iedere speler bij de volgende zet naar Dollis Hill moet gaan. In de loop der tijd zijn door spelers van Mornington Crescent meerdere ingenieuze manieren om bedacht de lus te doorbreken.

Stanmore ·
Canons Park ·
Queensbury ·
Kingsbury ·
Wembley Park ·
Neasden ·
Dollis Hill ·
Willesden Green ·
Kilburn ·
West Hampstead ·
Finchley Road ·
Swiss Cottage ·
St. John's Wood ·
Baker Street ·
Bond Street ·
Green Park ·
Westminster ·
Waterloo ·
Southwark ·
London Bridge ·
Bermondsey ·
Canada Water ·
Canary Wharf ·
North Greenwich ·
Canning Town ·
West Ham ·
Stratford